# Charlotte Thompson Reid

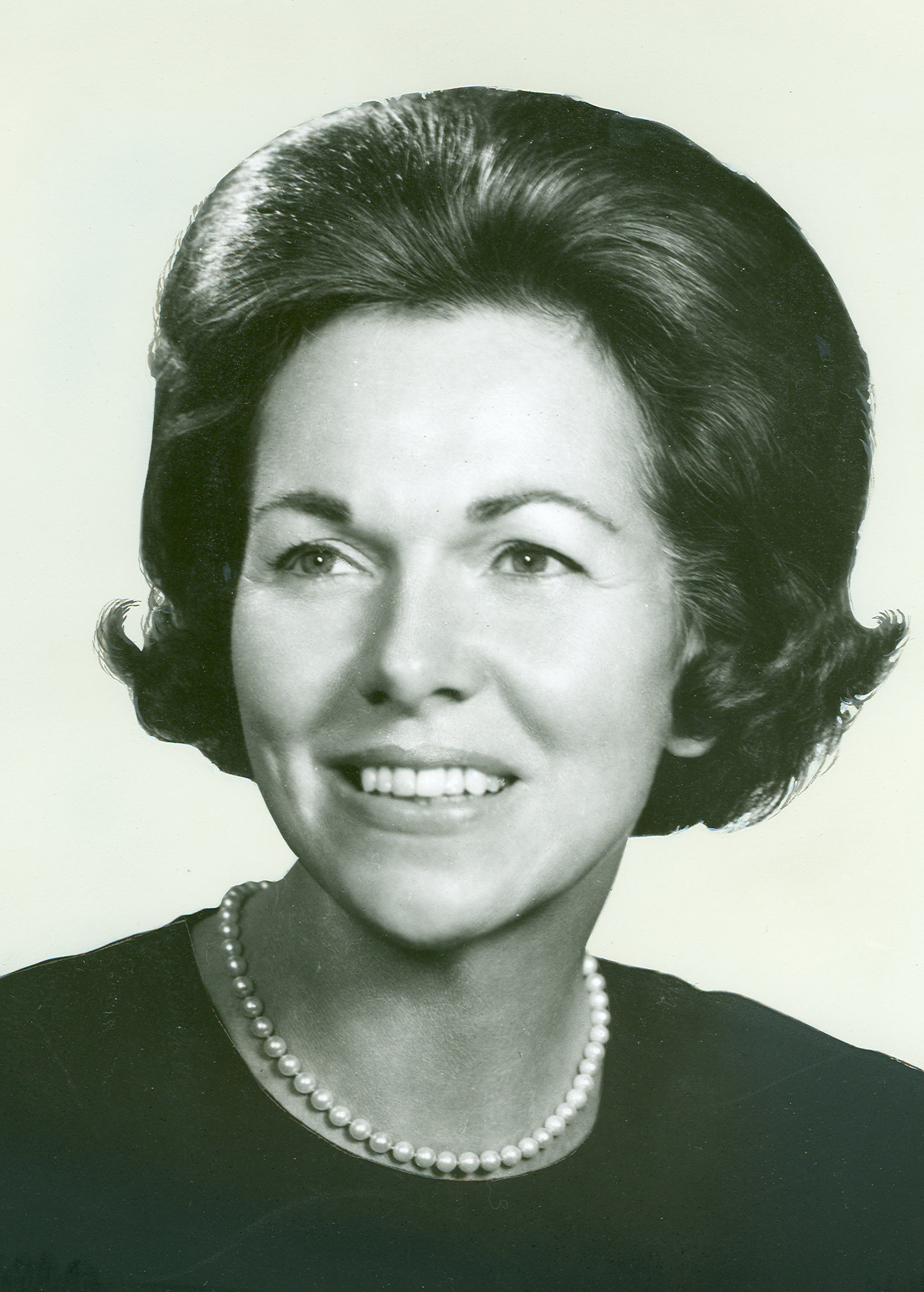
Charlotte Thompson Reid

Charlotte Thompson Reid (* 27. September 1913 in Kankakee, Illinois; † 24. Januar 2007 in Geneva, Illinois) war eine US-amerikanische Politikerin. Zwischen 1963 und 1971 vertrat sie den Bundesstaat Illinois im US-Repräsentantenhaus.

## Werdegang
Charlotte Leo Thompson, so ihr Geburtsname, besuchte die East Aurora High School und danach das Illinois College in Jacksonville. Unter dem Namen Annette King trat sie einige Zeit als Unterhaltungskünstlerin auf. Gleichzeitig schlug sie als Mitglied der Republikanischen Partei eine politische Laufbahn ein. Bei den Kongresswahlen des Jahres 1962 wurde sie im 15. Wahlbezirk von Illinois in das US-Repräsentantenhaus in Washington, D.C. gewählt, wo sie am 3. Januar 1963 die Nachfolge von Noah M. Mason antrat. Nach vier Wiederwahlen konnte sie bis zu ihrem Rücktritt am 7. Oktober 1971 Kongress verbleiben.
Zwischen 1971 und 1976 war Charlotte Reid Mitglied der Federal Communications Commission. Später wirkte sie zwischen 1983 und 1985 in der von Präsident Ronald Reagan eingesetzten Arbeitsgruppe für internationale Privatwirtschaft (President’s task Force on International Private Enterprise) mit. Von 1984 bis 1988 gehörte sie dem Vorstand der Hoover Institution an. Charlotte Reid starb am 24. Januar 2007 in Geneva.